# 阿部圭史
阿部 圭史（あべ けいし、1986年5月26日 - ）は、日本の政治家、医師、元厚生労働官僚。日本維新の会所属の衆議院議員（1期）。

## 来歴
宮城県仙台市に生まれ、小中高校時代を岡山県で過ごす。岡山白陵中学校・高等学校卒業後、北海道大学医学部に進学し、2011年に卒業。
国立国際医療研究センターで初期研修医（脳神経外科専攻）を経たのち、2013年に厚生労働省に入省。
2016年から2年間、ジョージタウン大学外交大学院修士課程（国際政治・安全保障分野）に留学。
2019年から2年間、世界保健機関職員を務め、新型コロナウイルス感染症対策などに従事する。その後帰国し、コンサルティング会社の役員を務める。
2023年8月3日、次期衆院選兵庫2区に日本維新の会から立候補すると表明。
2024年10月27日投開票の第50回衆議院議員総選挙では、小選挙区では公明党前職の赤羽一嘉に敗れたが、比例近畿ブロックにおいて比例復活し、初当選した。
2024年11月11日に召集された特別国会では、前日の23時から午前8時の開門まで9時間以上並び、１番乗りで初登院した。

## 人物
- 幼少期より漫画「沈黙の艦隊」の影響で安全保障や国際政治に関心を持っていたが、2003年のSARS流行を機に感染症危機管理に関心を持つようになり、北海道大学医学部に進学するきっかけとなった[2][3]。
- 大学在学中、東日本大震災直後に被災した親戚を探して歩いた経験によって、危機に強い社会を作り、人々の暮らしを守りたいという思いを抱くようになった[3]。

## 選挙歴
| 当落 | 選挙                   | 執行日         | 年齢 | 選挙区      | 政党         | 得票数    | 得票率 | 定数 | 得票順位 /候補者数 | 政党内比例順位 /政党当選者数 |
| ---- | ---------------------- | -------------- | ---- | ----------- | ------------ | --------- | ------ | ---- | ------------------ | ---------------------------- |
| 比当 | 第50回衆議院議員総選挙 | 2024年10月27日 | 38   | 兵庫県第2区 | 日本維新の会 | 4万8289票 | 25.63% | 1    | 2/5                | 7/7                          |